# Uptown München
La Uptown Múnich (en alemán: München Uptown Hochhaus) es el rascacielos más alto de la ciudad de Múnich, con una altura de 146 metros y 38 pisos.
La fachada del edificio está rodeadaa por un muro cortina de cristal que envuelve la estructura del edificio. Está formada por elementos redondeado, se pueden abrir las ventanas para una ventilación y visibilidad natural y los ruidos se reducen en los pisos superiores. La torre con 50.200 m² tiene un techo transparente y está conectada a un aparcamiento subterráneo con capacidad para 139 plazas.
Con su forma rectangular y simple, la torre es calificada popularmente de alguna manera como anti-estética. En particular, se enfrenta a las críticas de que molesta a la vista desde el Palacio de Nymphenburg. La Uptown Munich es probablemente uno de los principales factores desencadenantes de los esfuerzos del grupo de ciudadanos "Iniciativa de Múnich". El antiguo alcalde George Kronawitter redactó una iniciativa ciudadana el 21 de noviembre de 2004 para prevenir la construcción de otros edificios en Múnich de este nivel hasta nuevo aviso.
Fue planeado por los arquitectos Ingenhoven y Overdiek de (Düsseldorf) y construido entre 2001 y 2004. La estructura de cuboides ha sido muy debatida. En noviembre de 2004, se celebró un referéndum en Múnich para decidir si la construcción de edificios de gran altura en el centro de la ciudad se debía prohibir, como resultado, varios proyectos de construcción tuvieron que ser cambiados de manera sustancial o abandonados por completo. Sin embargo, a partir de 2006, por el resultado muy igualado del referéndum y porque el resultado del referéndum es vinculante sólo para un año, hay un debate en curso en el ayuntamiento sobre cómo proceder con los planes de construcción del futuro.
En agosto de 2006, el rascacielos y uno de los edificios del entorno fue comprado por el Gobierno de Singapur por más de 300 millones de €, pero el actual inquilino del edificio es O2.